# 圣叙尔皮斯昂帕雷
圣叙尔皮斯昂帕雷（法語：Saint-Sulpice-en-Pareds，法語發音：[sɛ̃ sylpis ɑ̃ paʁɛ]）是法国卢瓦尔河地区大区旺代省的一个旧市镇，属于丰特奈勒孔特区。2024年1月1日，圣叙尔皮斯昂帕雷与邻近的2个市镇合并为新市镇里沃迪富日赖。

## 地理
圣叙尔皮斯昂帕雷（46°36'6"N, 0°50'8"W）面积13.33 平方千米，位于法国卢瓦尔河地区大区旺代省，该省份为法国西部沿海省份，北起大西洋卢瓦尔省和曼恩-卢瓦尔省，西临大西洋，南至滨海夏朗德省，东部及东南部与德塞夫勒省接壤。
与圣叙尔皮斯昂帕雷接壤的市镇（或旧市镇、城区）包括：昂蒂尼、瑟宰、圣莫里斯勒日拉尔、图阿尔赛-布伊尔德鲁。
圣叙尔皮斯昂帕雷的时区为UTC+01:00、UTC+02:00（夏令时）。

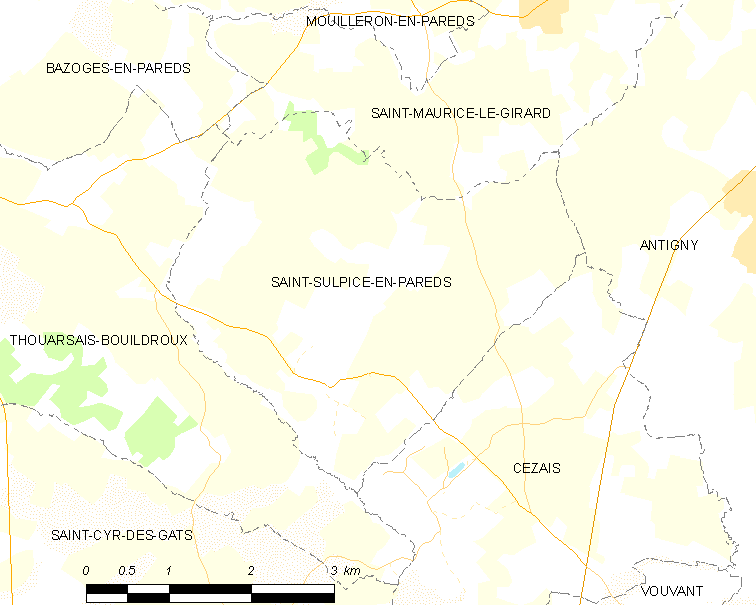
圣叙尔皮斯昂帕雷的OSM定位图

## 行政
圣叙尔皮斯昂帕雷的邮政编码为85410，INSEE市镇编码为85271。

## 政治
圣叙尔皮斯昂帕雷所属的省级选区为拉沙泰涅赖县。

## 人口

1962-2008年间圣叙尔皮斯昂帕雷人口变化图示

圣叙尔皮斯昂帕雷于2021年1月1日时的人口数量为435人。